# Acanthosaura nataliae
Acanthosaura nataliae es una especie de lagarto del género Acanthosaura, familia Agamidae, orden Squamata. Su masa corporal es de aproximadamente 90,41 g.

## Distribución
Se distribuye por Asia: Vietnam y Laos.

## Taxonomía
Fue descrita por Orlov, Truong, & Sang en 2006.
Tratamiento taxonómico
La especie aparece registrada y publicada en A new Acanthosaura allied to A. capra Günther, 1861 (Agamidae, Sauria) from central Vietnam and southern Laos. Russ. J. Herpetol. 13 (1):61-76.